# New Year's Smash (2020)
New Year's Smash 2020 fueron los especiales de televisión que se transmitieron en vivo el 6 y 13 de enero de 2021 por el canal televisivo estadounidense TNT como un episodio de Dynamite y producido por All Elite Wrestling desde el Daily's Place en Jacksonville, Florida.
El evento marcó el debut de The Good Brothers (anteriormente conocidos en conjunto como Luke Gallows & Karl Anderson), quienes parecerían en la noche 1 de New Year's Smash.

## Producción
El 9 de diciembre de 2020 en Dynamite, se anunció que el episodio del 30 de diciembre de 2020 y el 6 de enero de 2021 se titulará "New Year's Smash". También se anunciaron apariciones especiales como invitado, incluido a Snoop Dogg.
El 23 de diciembre en Holiday Bash, se anunció que Jon Moxley regresará en la Noche 1 de New Year's Smash.
El 28 de diciembre, se anunció que la Noche 1 y 2 se reprogramaron para el 6 y 13 de enero de 2021, debido a la muerte del luchador de AEW Brodie Lee el 26 de diciembre. Por lo tanto, el episodio del 30 de diciembre se titulará "Brodie Lee Celebration of Life", que presenta combates y segmentos con compañeros luchadores que honran y rinden homenaje a Lee.

## Antecedentes
Originalmente, Rey Fénix estaba programado para enfrentar a Kenny Omega el 28 de octubre en el torneo por el Campeonato Mundial de AEW, pero fue reemplazado por Penta El Zero M debido a una lesión que Fénix sufrió en su pelea anterior. El 16 de diciembre de 2020 en Dynamite, se anunció que Omega defendería el título contra Fénix en el episodio del 30 de diciembre.

## Resultados

### Día 1: 6 de enero
En paréntesis se indica el tiempo de cada combate:
- The Young Bucks (Matt Jackson & Nick Jackson) y SCU (Christopher Daniels & Frankie Kazarian) derrotaron a The Acclaimed (Anthony Bowens & Max Caster) y The Hybrid 2 (Angelico & Jack Evans) (9:59).
  - Daniels cubrió a Evans después de un «Best Meltzer Driver Ever».
- Wardlow derrotó a Jake Hager (10:17).
  - Wardlow cubrió a Hager después de un «F10».
- Cody Rhodes (con Snoop Dogg) derrotó a Matt Sydal (10:03).
  - Rhodes cubrió a Sydal después de dos «Cross Rhodes».
  - Después de la lucha, Chaos Project (Luther & Serpentico) atacaron a Rhodes y Sydal, pero fueron detenidos por Dogg.
- Hikaru Shida derrotó a Abadon y retuvo el Campeonato Mundial Femenino de AEW (8:27).
  - Shida cubrió a Abadon después de un «Tamashii».
- Kenny Omega (con Don Callis) derrotó a Rey Fénix y retuvo el Campeonato Mundial de AEW (15:03).
  - Omega cubrió a Fénix después de un «V-Trigger» seguido de un «One Winged Angel».
  - Después de la lucha, The Family (Eddie Kingston, The Butcher, The Blade y The Bunny) atacaron a Penta El Zero M y PAC, pero fueron detenidos por Jon Moxley, mientras que The Good Brothers (Doc Gallows & Karl Anderson) y The Young Bucks (Matt Jackson & Nick Jackson) interfirieron a favor de Omega.
  - El Megacampeonato de AAA de Omega no estuvo en juego.
  - Esta lucha fue calificada con 5 estrellas por el periodista Dave Meltzer, siendo el sexto combate de AEW en recibir esta calificación.

### Día 2: 13 de enero
En paréntesis se indica el tiempo de cada combate:
- PAC (con Penta El Zero M & Rey Fénix) derrotó a Eddie Kingston (con The Butcher, The Blade & The Bunny) (9:31).
  - PAC cubrió a Kingston después de un «Black Arrow».
  - Después de la lucha, PAC continuo atacando a Kingston, pero fue detenido por The Butcher & The Blade, mientras que Lance Archer interfirió a favor de PAC.
- Miro (con Kip Sabian y Penelope Ford) derrotó a Chuck Taylor (con Orange Cassidy) (3:32).
  - Miro forzó a rendirse a Taylor con un «Game Over».
  - Como resultado, Taylor será el hijo de Miro hasta la boda de Sabian y Ford en Beach Break (kayfabe).
- The Elite (Kenny Omega, Doc Gallows & Karl Anderson) (con Don Callis) derrotaron a Varsity Blondes (Brian Pillman Jr., Griff Garrison & Danny Limelight) (9:21).
  - Anderson cubrió a Limelight después de un «Magic Killer».
  - Después de la lucha, Jon Moxley atacó a Omega y Callis, pero fue detenido por Gallows & Anderson, mientras que Penta El Zero M y Rey Fénix interfirieron a favor de Moxley.
- FTR (Cash Wheeler & Dax Harwood) (con Tully Blanchard) derrotaron a Jurassic Express (Jungle Boy & Marko Stunt) (12:16).
  - Wheeler cubrió a Stunt después de un «Goodnight Express».
- Serena Deeb derrotó a Tay Conti (con Anna Jay) y retuvo el Campeonato Mundial Femenino de la NWA (9:28).
  - Deep cubrió a Conti después de un «Deep-Tox».
- Darby Allin derrotó a Brian Cage (con Powerhouse Hobbs, Ricky Starks & Tazz) y retuvo el Campeonato TNT de AEW (13:47).
  - Allin cubrió a Cage después de un «Avalanche Cruxifix Bomb».
  - Durante la lucha, Hobbs y Starks interfirieron a favor de Cage, mientras que Sting interfirió a favor de Allin.
  - El Campeonato de la FTW de Cage no estuvo en juego.